# イオン竜野店
イオン竜野店（イオンたつのてん）は兵庫県たつの市にあった、イオンリテール株式会社のショッピングセンター。
この項目では併設されている専門店街である赤とんぼ広場一番街についても記述する。

## 概要
1973年にダイエー竜野店として開業。「赤とんぼ広場ショッピングセンター」の核店舗であり、ダイエーがイオンとの資本関係の締結によりイオンリテールに継承された時点では本州最西端のダイエー店舗であった。
ショッピングセンター名である「赤とんぼ広場ショッピングセンター」の「赤とんぼ」は、童話の『赤とんぼ』を作詞した三木露風が、ここ兵庫県たつの市生まれであることに由来する。
当初は現在のイオンの前身であるジャスコが出店する予定だったが、ジャスコが出店を辞退したため、ダイエーが敷地を買収して入居する形で開業した経緯がある。
国道179号線を挟んだ向かいにイオン系列であるマックスバリュ龍野店（1968年にフタギとして開業。翌年から2006年2月まではジャスコ竜野店、2008年に建て替えて再開業）を核とした商店街(龍野ショッピングセンター)が形成されており、ダイエー内の商店街である赤とんぼ広場とそれぞれ違う系列の大型店を中心とする商店街が道路を挟んで隣接するという珍しい光景が残っていた。
2016年3月1日よりイオンリテールに同店の営業権が承継され、同年3月22日をもってダイエー竜野店としての営業を終了し、23日･24日の改装休業を経て同年3月25日にイオン竜野店として営業を開始した。そのため、同じイオン系列であるマックスバリュと道路を挟んで隣接している状態が続いていた。

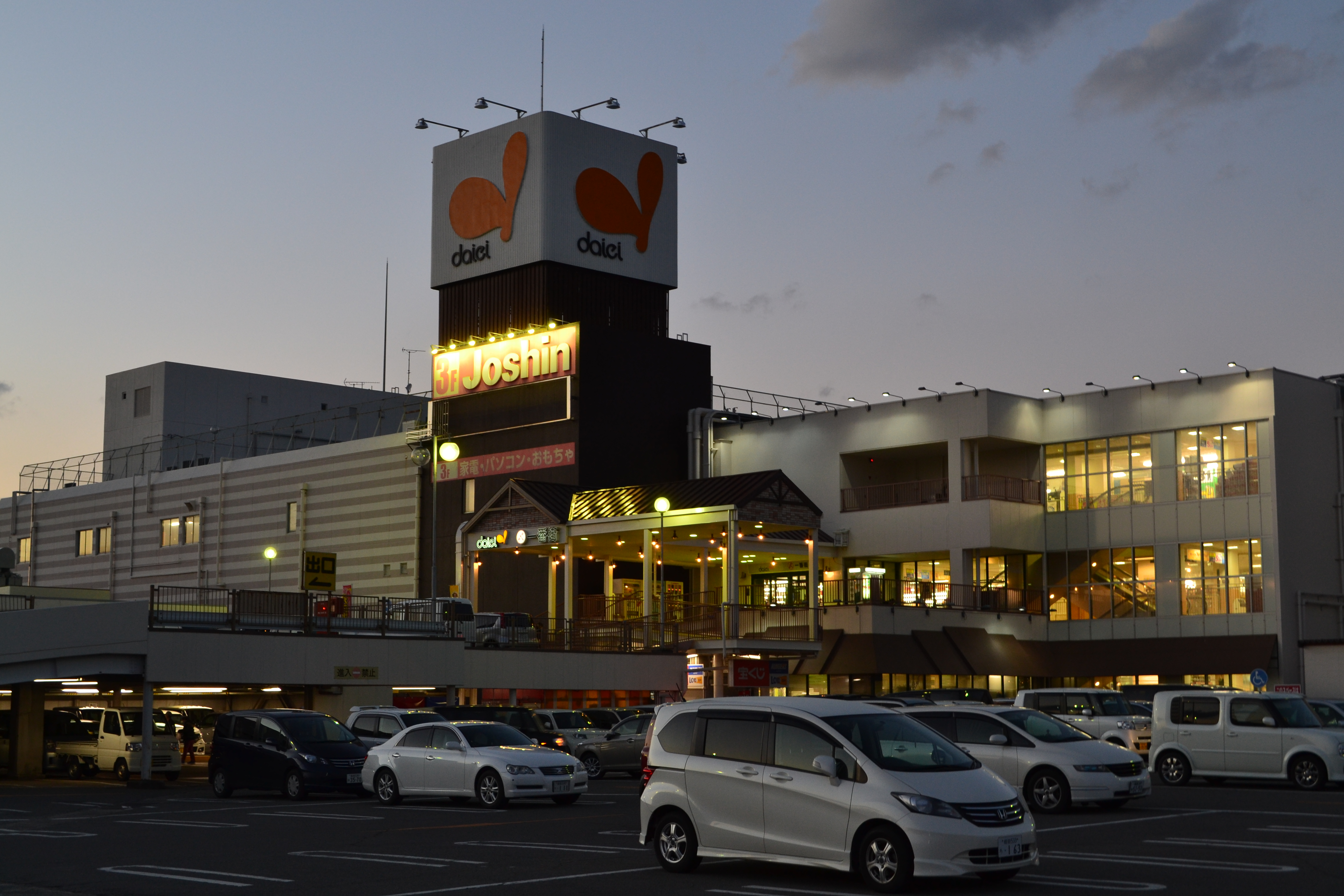
ダイエー竜野店時代
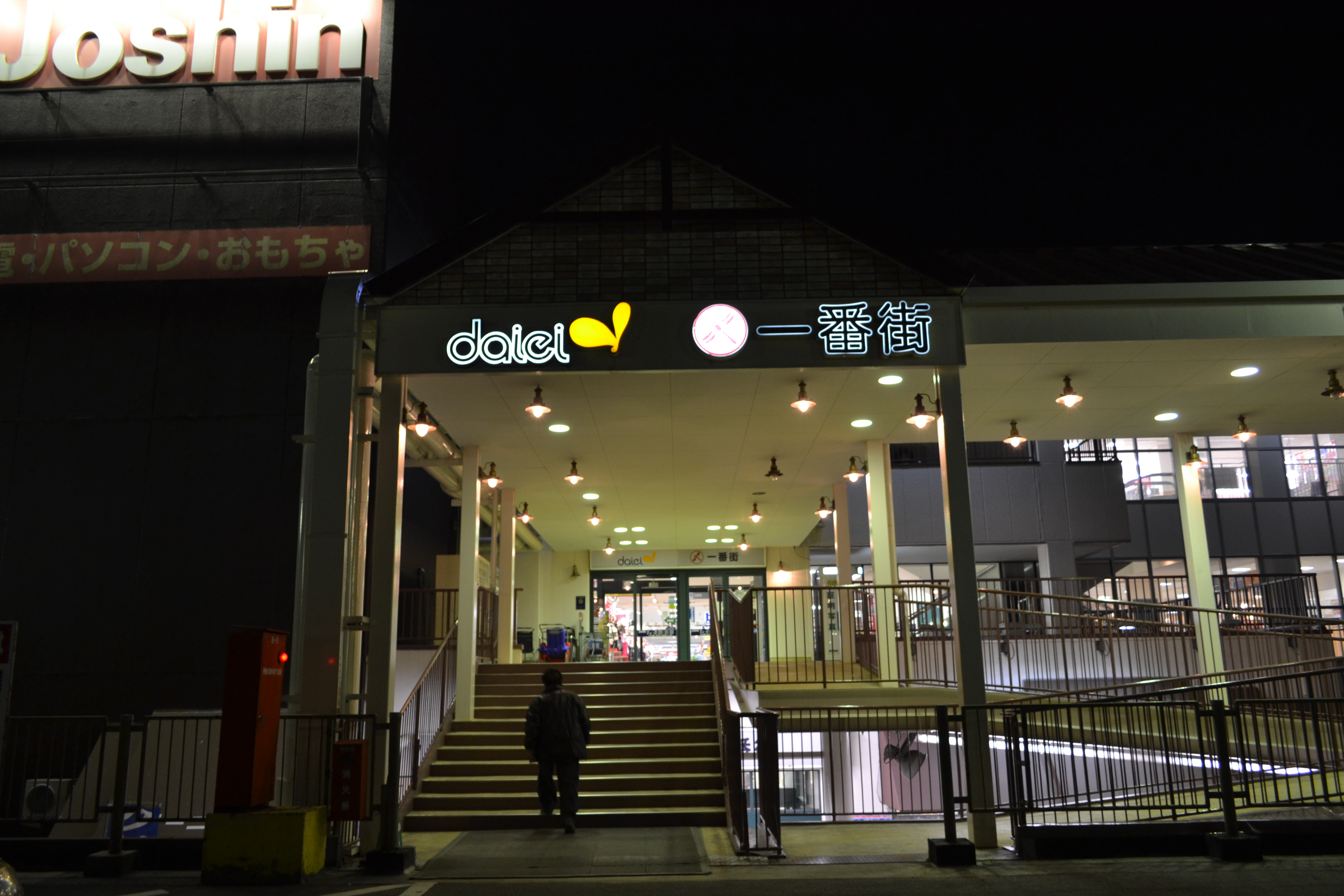
ダイエー竜野店時代の2F入り口

2022年6月8日、「赤とんぼ広場」について、運営会社が10月末に全館閉館する方針を固めたことが分かった。閉館の理由としては、建物の老朽化による運営コストの増加、核テナントであるイオンの売上減少などが挙げられており、イオンも撤退するとの発表がなされた。同年10月31日をもって49年間の営業を終了、跡地は市内の神岡町東觜崎に所在する「とくなが病院」が取得し、病院を新築移転する予定。

## フロア構成
イオン竜野店への改装の際に大きなテナントの変更などはなかった。閉店時点で1階は食料品･日用消耗品・ペット用品を、2階は衣料品・肌着・服飾雑貨・日用品・インテリア・寝具・文具を扱っていた。赤とんぼ広場専門店街にはミーツなどの百円ショップを始め貴金属店や、呉服店･靴屋が出店しているが、上述のリニューアル工事に伴い一部店舗は撤退や移転していた。

## 交通アクセス
自動車
- E2 山陽自動車道 龍野ICより北へ約5分。
- 太子竜野バイパス 福田ランプより約5分。

鉄道
- 西日本旅客鉄道（JR西日本）姫新線 本竜野駅より徒歩約15分。